# Bartolomeu Bueno da Silva (pai)
Bartolomeu Bueno da Silva (nascido circa 1634), também conhecido como Anhanguera, foi um bandeirante paulista, nascido em Santana de Parnaíba, no século XVII. Anhanguera fez parte das primeiras bandeiras que, movidas pelas dificuldades econômicas de São Paulo, partiam para desbravar o sertão.[carece de fontes?]

## Origem do nome

### Lenda
Segundo uma lenda, em suas expedições, Bartolomeu Bueno descobriu que os indígenas escondiam uma grande quantidade de ouro, e para levar o metal consigo, utilizou de um truque: pegou uma pequena vasilha, encheu-a de cachaça, colocou fogo e ameaçou incendiar o rio, fezendo com que os nativos ficassem com medo, revelando-lhe o local onde havia ouro. Assim recebendo por eles, o título de Anhanguera, que significa "diabo velho" na língua tupi.[carece de fontes?]
Algumas versões, no entanto, sugerem que o termo "Anhanguera" seja proveniente da aldeia dos Inhanguera, povo do Tocantins que teria sido escravizado por Bartolomeu Bueno.[carece de fontes?]

## Família
Bartolomeu Bueno da Silva era filho do bandeirante Francisco Bueno e de Filipa Vaz, ambos naturais da Capitania de São Vicente. Pelo lado paterno, era neto do judeu sevilhano Bartholomeu Bueno e da cabocla Maria Pires, pentaneta do cacique Piquerobi.[carece de fontes?]